# Für alle Fälle Fitz/Episodenliste
Diese Episodenliste enthält alle Episoden der britischen Krimiserie Für alle Fälle Fitz, sortiert nach der Erstausstrahlung.
Die Fernsehserie umfasst 5 Staffeln mit 25 ausgestrahlten Episoden.

## Übersicht
| Staffel | Episodenanzahl | Erstausstrahlung UK | Erstausstrahlung UK | Deutschsprachige Erstausstrahlung | Deutschsprachige Erstausstrahlung |
| Staffel | Episodenanzahl | Staffelpremiere     | Staffelfinale       | Staffelpremiere                   | Staffelfinale                     |
| ------- | -------------- | ------------------- | ------------------- | --------------------------------- | --------------------------------- |
| 1       | 7              | 27. September 1993  | 8. November 1993    | 11. August 1996                   | 25. August 1996                   |
| 2       | 9              | 10. Oktober 1994    | 4. Dezember 1994    | 1. September 1996                 | 6. Oktober 1996                   |
| 3       | 7              | 22. Oktober 1995    | 27. November 1995   | 13. Oktober 1996                  | 17. November 1996                 |
| 4       | 1              | 28. Oktober 1996    |                     | 1. Januar 1998                    |                                   |
| 5       | 1              | 1. Oktober 2006     |                     | 10. September 2006                |                                   |

## Staffel 1
Die Erstausstrahlung der ersten Staffel war vom 27. September bis zum 8. November 1993 auf dem britischen Fernsehsender ITV zu sehen. Die deutschsprachige Erstausstrahlung sendete das ZDF vom 11. August bis zum 25. August 1996.
| Nr. (ges.) | Nr. (St.) | Deutscher Titel            | Originaltitel                  | Erstausstrahlung UK | Deutschsprachige Erstausstrahlung (D) | Regie                | Drehbuch       |
| ---------- | --------- | -------------------------- | ------------------------------ | ------------------- | ------------------------------------- | -------------------- | -------------- |
| 1          | 1         | Mord ohne Erinnerungen (1) | The Mad Woman in the Attic (1) | 27. Sep. 1993       | 11. Aug. 1996                         | Michael Winterbottom | Jimmy McGovern |
| 2          | 2         | Mord ohne Erinnerungen (2) | The Mad Woman in the Attic (2) | 4. Okt. 1993        | 11. Aug. 1996                         | Michael Winterbottom | Jimmy McGovern |
| 3          | 3         | Mörderische Liebe (1)      | To Say I Love You (1)          | 11. Okt. 1993       | 18. Aug. 1996                         | Andy Wilson          | Jimmy McGovern |
| 4          | 4         | Mörderische Liebe (2)      | To Say I Love You (2)          | 18. Okt. 1993       | 18. Aug. 1996                         | Andy Wilson          | Jimmy McGovern |
| 5          | 5         | –                          | To Say I Love You (3)          | 25. Okt. 1993       | –                                     | Andy Wilson          | Jimmy McGovern |
| 6          | 5         | Tod eines Knaben (1)       | One Day a Lemming Will Fly (1) | 1. Nov. 1993        | 25. Aug. 1996                         | Andy Wilson          | Jimmy McGovern |
| 7          | 6         | Tod eines Knaben (2)       | One Day a Lemming Will Fly (2) | 8. Nov. 1993        | 25. Aug. 1996                         | Andy Wilson          | Jimmy McGovern |

## Staffel 2
Die Erstausstrahlung der zweiten Staffel war vom 10. Oktober bis zum 4. Dezember 1994 auf dem britischen Fernsehsender ITV zu sehen. Die deutschsprachige Erstausstrahlung sendete das ZDF vom 1. September bis zum 6. Oktober 1996.
| Nr. (ges.) | Nr. (St.) | Deutscher Titel           | Originaltitel        | Erstausstrahlung UK | Deutschsprachige Erstausstrahlung (D) | Regie          | Drehbuch       |
| ---------- | --------- | ------------------------- | -------------------- | ------------------- | ------------------------------------- | -------------- | -------------- |
| 8          | 1         | Kalte Rache (1)           | To Be a Somebody (1) | 10. Okt. 1994       | 1. Sep. 1996                          | Tim Fywell     | Jimmy McGovern |
| 9          | 2         | Kalte Rache (2)           | To Be a Somebody (2) | 17. Okt. 1994       | 8. Sep. 1996                          | Tim Fywell     | Jimmy McGovern |
| 10         | 3         | –                         | To Be a Somebody (3) | 24. Okt. 1994       | –                                     | Tim Fywell     | Jimmy McGovern |
| 11         | 4         | Teuflische Verführung (1) | The Big Crunch (1)   | 31. Okt. 1994       | 15. Sep. 1996                         | Julian Jarrold | Ted Whitehead  |
| 12         | 5         | Teuflische Verführung (2) | The Big Crunch (2)   | 7. Nov. 1994        | 22. Sep. 1996                         | Julian Jarrold | Ted Whitehead  |
| 13         | 6         | –                         | The Big Crunch (3)   | 14. Nov. 1994       | –                                     | Julian Jarrold | Ted Whitehead  |
| 14         | 7         | Männerphantasien (1)      | Men Should Weep (1)  | 21. Nov. 1994       | 29. Sep. 1996                         | Jean Stewart   | Jimmy McGovern |
| 15         | 8         | Männerphantasien (2)      | Men Should Weep (2)  | 28. Nov. 1994       | 6. Okt. 1996                          | Jean Stewart   | Jimmy McGovern |
| 16         | 9         | –                         | Men Should Weep (2)  | 4. Dez. 1994        | –                                     | Jean Stewart   | Jimmy McGovern |

## Staffel 3
Die Erstausstrahlung der dritten Staffel war vom 22. Oktober bis zum 27. November 1995 auf dem britischen Fernsehsender ITV zu sehen. Die deutschsprachige Erstausstrahlung sendete das ZDF vom 13. Oktober bis zum 17. November 1996.
| Nr. (ges.) | Nr. (St.) | Deutscher Titel | Originaltitel      | Erstausstrahlung UK | Deutschsprachige Erstausstrahlung (D) | Regie             | Drehbuch       |
| ---------- | --------- | --------------- | ------------------ | ------------------- | ------------------------------------- | ----------------- | -------------- |
| 17         | 1         | Bruderliebe (1) | Brotherly Love (1) | 22. Okt. 1995       | 13. Okt. 1996                         | Roy Battersby     | Jimmy McGovern |
| 18         | 2         | Bruderliebe (2) | Brotherly Love (2) | 29. Okt. 1995       | 20. Okt. 1996                         | Roy Battersby     | Jimmy McGovern |
| 19         | 3         | –               | Brotherly Love (3) | 29. Okt. 1995       | –                                     | Roy Battersby     | Jimmy McGovern |
| 20         | 4         | Racheengel (1)  | Best Boys (1)      | 6. Nov. 1995        | 27. Okt. 1996                         | Charles McDougall | Paul Abbott    |
| 21         | 5         | Racheengel (2)  | Best Boys (2)      | 13. Nov. 1995       | 3. Nov. 1996                          | Charles McDougall | Paul Abbott    |
| 22         | 6         | Liebesfalle (1) | True Romance (1)   | 20. Nov. 1995       | 10. Nov. 1996                         | Tim Fywell        | Paul Abbott    |
| 23         | 7         | Liebesfalle (2) | True Romance (2)   | 27. Nov. 1995       | 17. Nov. 1996                         | Tim Fywell        | Paul Abbott    |

## Staffel 4
Die Erstausstrahlung der einzigen Folge der vierten Staffel erfolgte am 28. Oktober 1996 auf dem britischen Fernsehsender ITV. Die deutschsprachige Erstausstrahlung sendete das ZDF 1. Januar 1998.
| Nr. (ges.) | Nr. (St.) | Deutscher Titel | Originaltitel | Erstausstrahlung UK | Deutschsprachige Erstausstrahlung (D) | Regie             | Drehbuch    |
| ---------- | --------- | --------------- | ------------- | ------------------- | ------------------------------------- | ----------------- | ----------- |
| 24         | 1         | Weiße Teufel    | White Ghost   | 28. Okt. 1996       | 1. Jan. 1998                          | Richard Standeven | Paul Abbott |

## Staffel 5
Die Erstausstrahlung der einzigen Folge der fünften Staffel erfolgte am 1. Oktober 2006 auf dem britischen Fernsehsender ITV. Die deutschsprachige Erstausstrahlung sendete das ZDF 10. September 2006.
| Nr. (ges.) | Nr. (St.) | Deutscher Titel | Originaltitel | Erstausstrahlung UK | Deutschsprachige Erstausstrahlung (D) | Regie        | Drehbuch       |
| ---------- | --------- | --------------- | ------------- | ------------------- | ------------------------------------- | ------------ | -------------- |
| 25         | 1         | Nine Eleven     | Nine Eleven   | 1. Okt. 2006        | 10. Sep. 2006                         | Antonia Bird | Jimmy McGovern |